# Yondigui
Yondigui est une localité du Cameroun située dans la commune de Tchati-Bali, le département du Mayo-Danay et la région de l'Extrême-Nord, à la frontière avec le Tchad.

## Population
En 1967, la localité compte environ 200 habitants, principalement des Toupouri.
Lors du recensement de 2005, on y dénombre 1 135 personnes.